# Ramón Schnetzer
Ramón Schnetzer (* 12. August 1996 in Feldkirch) ist ein österreichischer Eishockeyspieler, der seit Juni 2021 bei den Black Wings Linz in der ICE Hockey League unter Vertrag steht.

## Karriere
Schnetzer begann seine Karriere beim VEU Feldkirch und wechselte zur Saison 2012/13 in die Schweiz zu den Pikes Oberthurgau und spielte dort in der U17-Mannschaft. Nach zwei Jahren wechselte er in die U20-Mannschaft des NLA-Teams Kloten Flyers. Im Sommer 2016 kam Schnetzer nach Österreich zurück und wechselte zum österreichischen Rekordmeister EC KAC.
Im Oktober 2019 wurde er an den Dornbirner EC ausgeliehen und wechselte zur folgenden Saison fest zum Klub aus Vorarlberg. Nach 96 Einsätzen und 15 Scorerpunkten für den Dornbirner EC erhielt er im Juni 2021 einen Zwei-Jahres-Vertrag bei den Black Wings Linz.

## Erfolge und Auszeichnungen
- 2019 Österreichischer Meister mit dem EC KAC

## Karrierestatistik
(Legende zur Spielerstatistik: Sp oder GP = absolvierte Spiele; T oder G = erzielte Tore; V oder A = erzielte Assists; Pkt oder Pts = erzielte Scorerpunkte; SM oder PIM = erhaltene Strafminuten; +/− = Plus/Minus-Bilanz; PP = erzielte Überzahltore; SH = erzielte Unterzahltore; GW = erzielte Siegtore; 1 Play-downs/Relegation; Kursiv: Statistik nicht vollständig)